# Камилавка

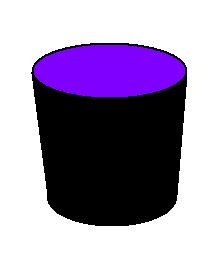
Русская камилавка

Камила́вка (от греч. кαμιλαύκα, καμηλαύκιον, καλυμμαύχιον, καλιμαυι) — головной убор в Православной церкви тёмно-синего, фиолетового или чёрного цветов, в виде расширяющегося кверху цилиндра, является наградой (знак отличия для белого духовенства, фиолетового цвета и делается из бархата) для священников.

## История

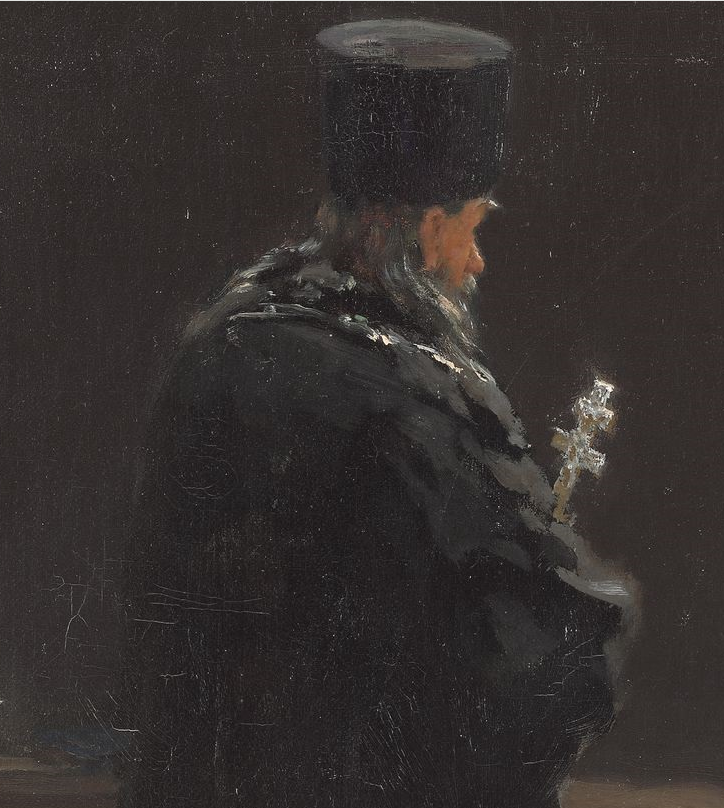
Илья Репин. Священник в камилавке на картине «Перед исповедью» (фрагмент), 1885

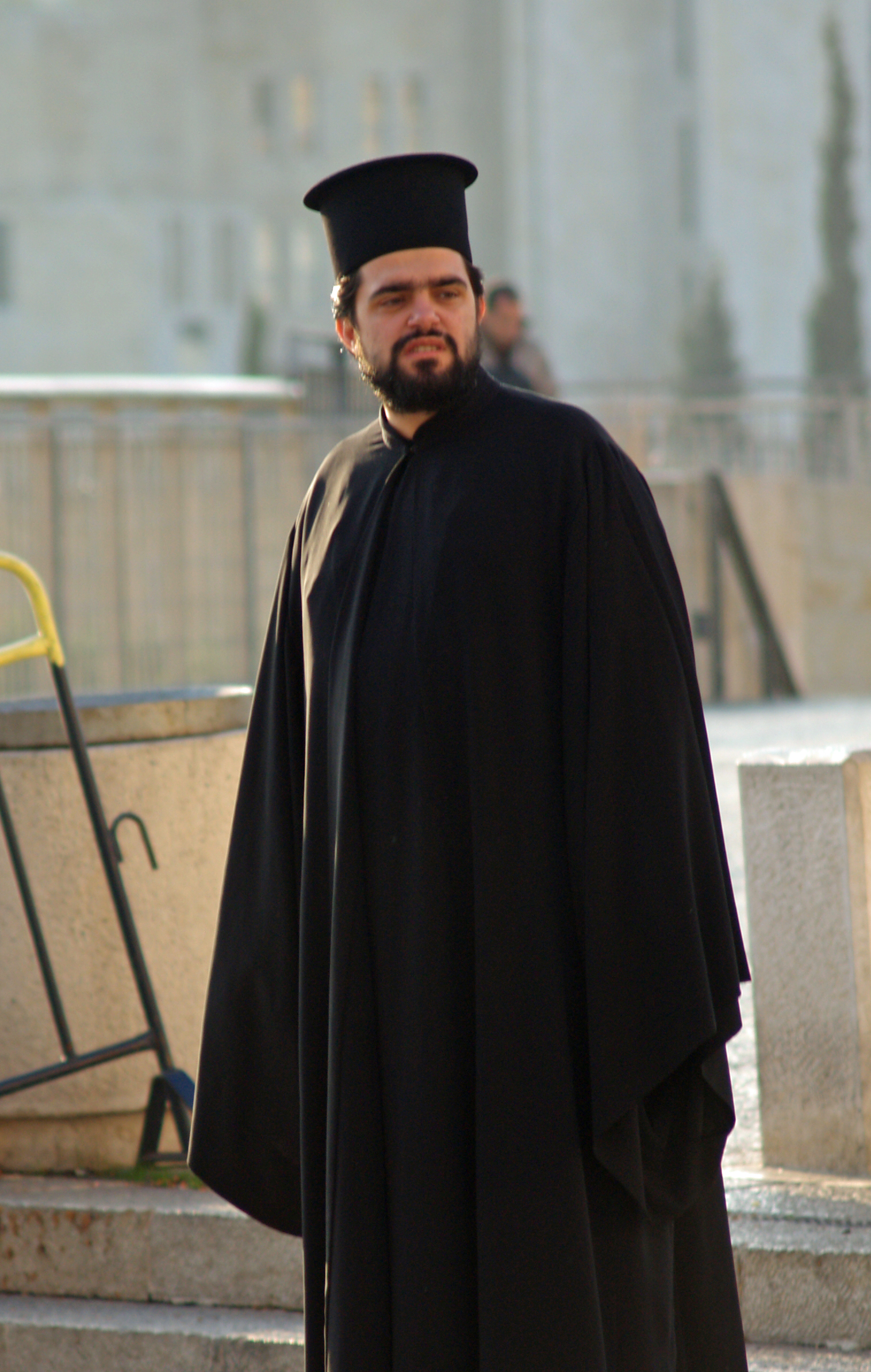
Греческий православный священник в камилавке

Первоначально — это шапка наподобие турецкой фески из верблюжьей (κάμηλος — «верблюд», отсюда и название) шерсти, которую носили в странах Ближнего Востока для защиты от солнца.

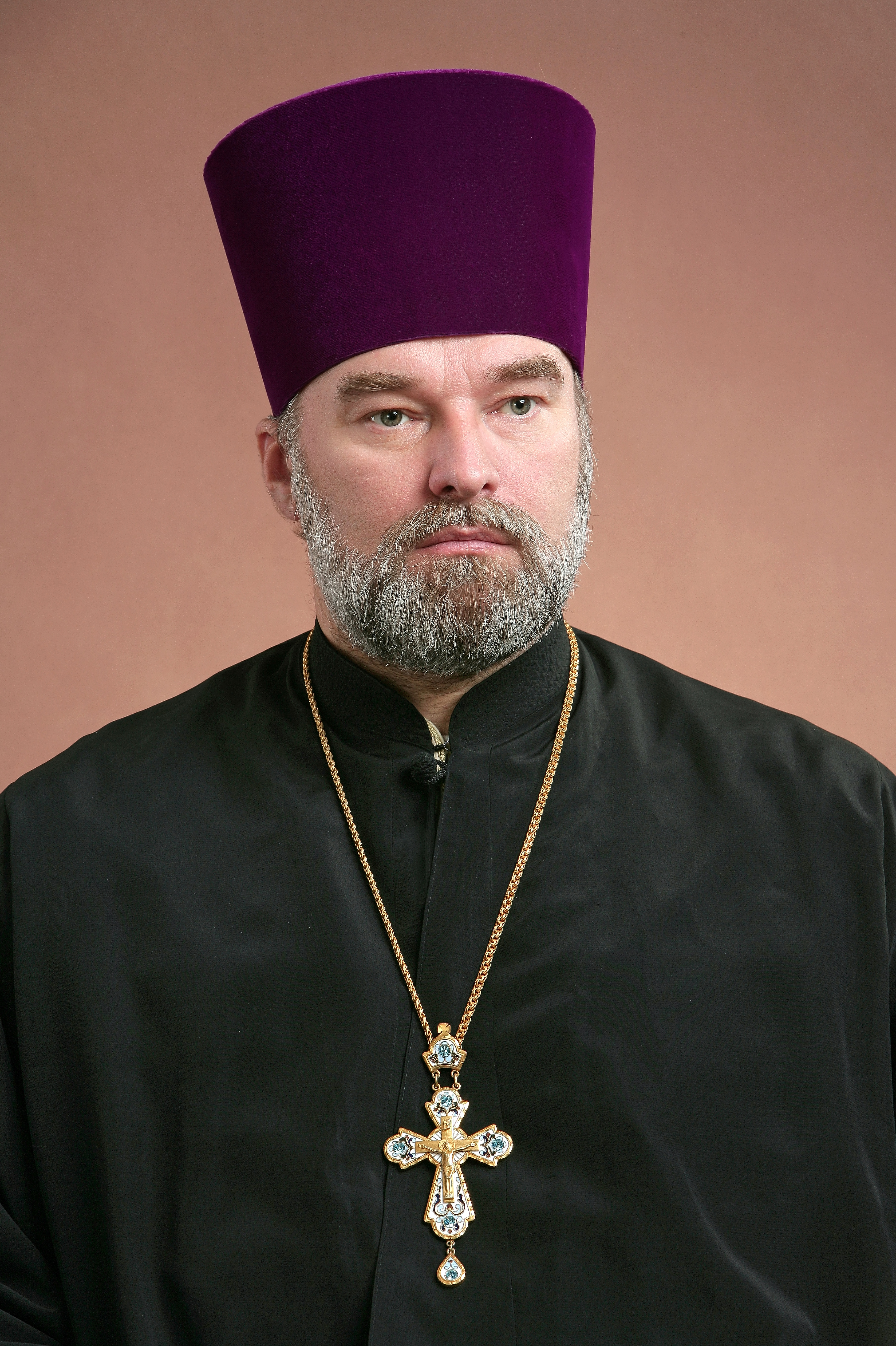
Русский православный священник в камилавке

Камилавка иначе называлась «скиадий» (σκιά — «тень») и носилась византийским императором и его сановниками. Вскоре став головным убором священнослужителей, камилавка приобрела характерную форму (цилиндр без полей, расширенный кверху). С XV века камилавка (скиадион) начинает употребляться не только священниками, но и протодиаконами. Кроме того, её начали изготовлять из более дорогого материала. В Элладской православной церкви камилавка даётся священнослужителям при рукоположении и составляет неотъемлемую принадлежность священного сана.
В Русской церкви камилавка стала употребляться со второй половины XVII века, заменив собой скуфью. Нововведение это вызвало протест со стороны защитников старины и не пользовалось популярностью в среде русского духовенства. В 1798 году камилавка была отнесена к числу церковных наград.
Камилавка, покрытая намёткой, стала частью монашеского облачения и называется «клобуком».
В настоящее время чёрная камилавка — часть богослужебного облачения иеродиакона (и рясофорного инока-диакона); монахам же в пресвитерском сане полагается носить клобук.
Камилавку носят как во время богослужения, так и вне его. Представители белого духовенства могут получить её только в качестве награды. Такие камилавки, в отличие от монашеских, должны быть фиолетового цвета. Однако на практике встречаются и другие тёмные цвета. Согласно церковному уставу священнослужители во время богослужения надевают камилавки только в определённые моменты. Камилавки митрополитов (как и весь клобук) — белого цвета.
Греческая камилавка отличается от русской тем, что имеет небольшие поля вверху цилиндра; русская камилавка полей не имеет вовсе. Балканские (сербские, болгарские) камилавки отличаются от русских меньшей высотой и диаметром (нижний край камилавки располагается выше ушей).
Символически камилавка означает терновый венок Иисуса Христа и умерщвление плоти. У старообрядцев «камилавкой» именуется скуфья.
Головной убор папы римского — камауро. Католические священники носят биретту.